# خروف أسود

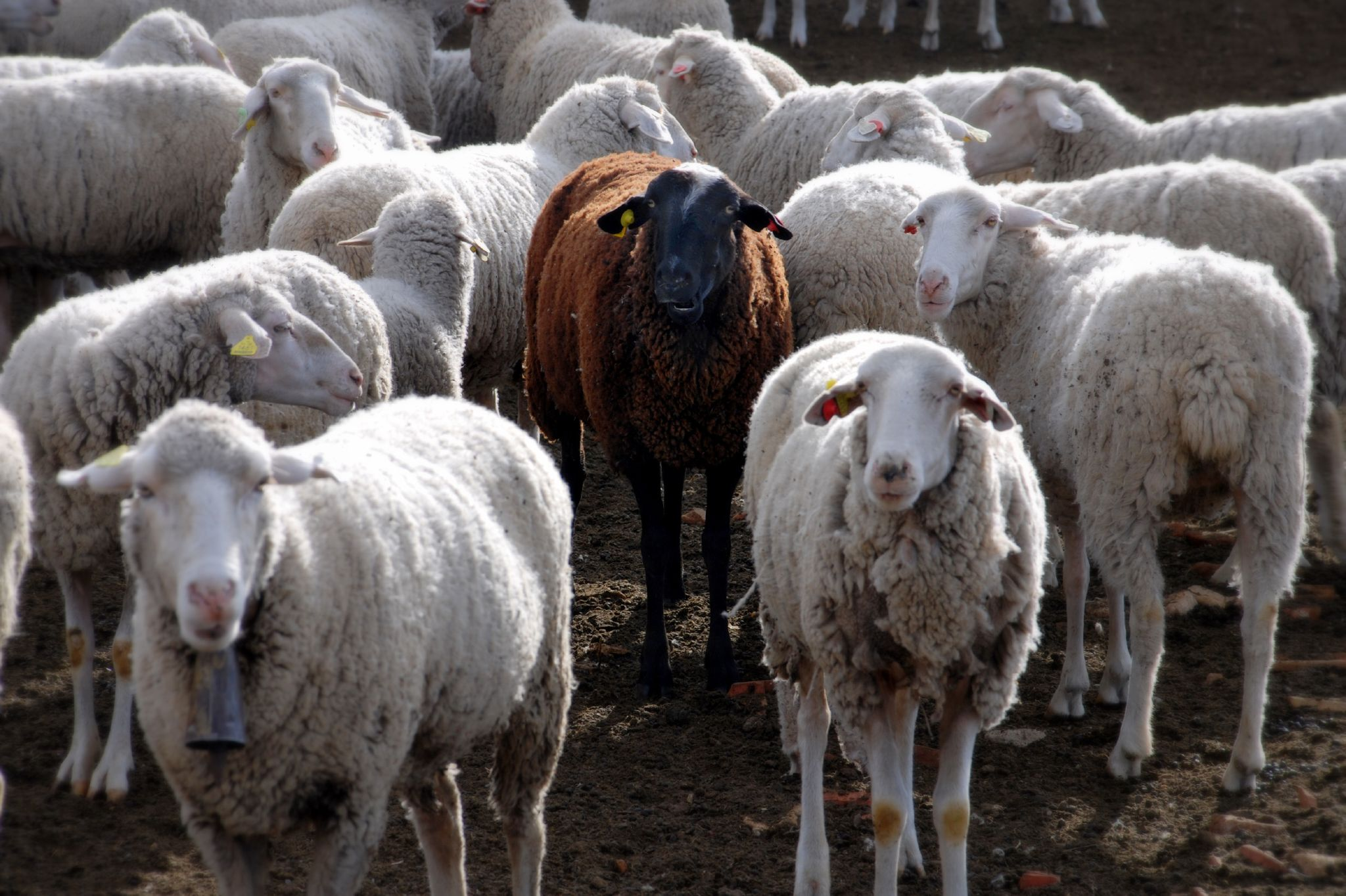
خروف أسود بين خراف بيضاء

خروف أسود  هو تعبير اصطلاحي بين الناطقين بالانجليزية يستخدم لوصف عضو غريب من داخل مجموعة ما، وخاصة داخل الأسرة. أصل المصطلح نابعٌ من حالة شائعة بين الأغنام حيث ينتحي أحد المواليد عن التسيِّد الوراثي ويُولد بلون أسود عوضاً عن اللون الأبيض السائد. تبرز هذه الأغنام بين القطيع وعادةً ما يُُعتبر صوفها ذي قيمةٍ أقل. للمصطلح مدلول سلبي عادة ويأتي في سياق يعبر عن التمرد، ومستمد من عدم رغبة الراعي بوجود أغنام سوداء معدودة بين قطيع أبيض. في علم النفس، تأثير الخروف الأسود يشير إلى ميل أعضاء مجموعة ما للحكم الإيجابي على أعضاء المجموعة المحبوبين، والحكم السلبي على أعضاء المجموعة المنحرفين بصورةً أقسى مقارنة باعضاء المجموعات الأخرى. يقترب المصطلح من مصطلح آخر بين الناطقين بالعربية وهو البط الأسود، ويقصد به فرد حامل لقيم ومعتقدات مختلفة عن بقية السرب. ويوجد نظيرٌ له في عدد من لغات العالم الأخرى من بينها الفارسية والعبرية.